# Плоп (Каушенський район)
Плоп (рум. Plop) — село в Молдові в Каушенському районі. Входить до складу комуни, адміністративним центром якої є село Кошкалія. 
| Молдова | Це незавершена стаття з географії Молдови. Ви можете допомогти проєкту, виправивши або дописавши її. |